# Cheryl Donegan
Cheryl Donegan, née en 1962 à New Haven, est une artiste conceptuelle américaine.
Elle est connue pour ses œuvres vidéo, comme Head (1993) ou Kiss My Royal Irish Ass (1992), qui se penchent notamment sur les clichés de la représentation du corps féminin dans l'art, sur l'auto-représentation et sur la mode et la publicité.

## Biographie
Cheryl Donegan nait en 1962 à New Haven. Elle obtient un B.F.A. en peinture à l'École de design de Rhode Island et un M.F.A. au Hunter College,,.
Elle vit et travaille à New York avec son compagnon Kenneth Goldsmith et leurs deux enfants,.

## Œuvre

### Présentation
Avec une approche provocatrice, ironique et jamais dénuée d'humour, Cheryl Donegan travaille notamment sur les clichés de la représentation du corps féminin dans l'art,, sur l'auto-représentation, et sur la mode et la publicité. Souvent qualifiées de féministes, ses vidéos nihilistes mettent en avant sa place en tant que femme dans un monde de l'art masculin, et en tant que punk dans les beaux-arts.
Adepte de l'esthétique du collage, elle crée des images en juxtaposant des vêtements, de la publicité et le corps humain. Elle s'approprie les codes des clips de MTV, de la pornographie ou de ce qu'elle trouve sur internet : publicités, eBay, suggestions YouTube… Elle reprend également les formes des performances vidéos des années 1970, comme celles de Bruce Nauman ou de Vito Acconci : low-tech, une seule prise, accent sur le processus, répétition…
Les premiers travaux de Donegan, très variés et souvent ambigus, annoncent l'ère des vidéos YouTube à la fois intimes et gênantes (on peut penser au travail de Showry (en)).

### Head
La courte vidéo Head (1993), qui figure dans la collection du MoMA, montre Cheryl Donegan boire du lait sortant d'une bouteille.
Alors que la chanson A Good Idea de Sugar passe en fond, Donegan entre dans le champ et enlève un bouchon sur le côté d'une bouteille en plastique vert. Du lait jaillit, qu'elle essaye d'attraper avec sa bouche. Donegan, dont on ne voit que la tête et le haut du corps, porte un justaucorps et du gloss. Quand sa bouche se remplit, elle avale le lait ou le recrache par le haut de la bouteille. Quand le jet diminue, elle se met à lécher le trou de la bouteille.
La vidéo évoque les images pornographiques. Chris Darke décrit Head comme « une œuvre exemplaire du néo-porno post MTV » qui intègre des éléments traditionnels et contemporains : du côté de la tradition, la prise de vue en une prise qui évoque les performances vidéo des années 1970 ; du côté de la contemporanéité, le modèle de « tension et relâche » de la promotion pop. Pour Collier Schorr (Artforum International), Head évoque de façon audacieuse des images de domination sexuelle, voire d'esclavage sexuel et les représentations de la femme fatale aux appétits sexuels dangereux.

### Your Plastic Video
Du 28 avril 2016 au 29 juin 2016, Cheryl Donegan présente six vidéos sur la High Line à New York :
- Guide (1993) : dénudée, elle se sert de ses mains enduites de peinture comme d'un tampon en forme de pied, avant de tout gribouiller[8].
- Sunflower (1993) : dans un champ, elle peint en quelques secondes un vague cercle jaune autour d'elle, puis s'effondre sur le sol[8]. L'œuvre en elle-même n'est pas grand-chose, il reste le processus et surtout le corps de l'artiste, habillée de manière enfantine, comme un écho moqueur au virilisme de l'action painting[8].
- Scenes + Commercials (1997) : filmé dans une station-service dans le Tennessee, la vidéo fait entendre les Beach Boys en pleine répétition de Help Me, Rhonda, sous les indications autoritaires de leur père et manager Murry Wilson. Ce film met en lumière les fêlures derrière l'image du rêve américain véhiculée par le groupe[7],[8].
- Craft (1999) : se moquant de la posture de l'artiste créateur, Donegan, dénudée, « fabrique » (« to craft ») des images en mordant dans un sandwich au fromage Kraft[7],[8]. Elle retravaille ensuite les images à l'ordinateur d'une façon brutale, pixelisée[8].
- Stop Me If You Think You’ve Heard This One Before (« Arrêtez-moi si vous pensez l'avoir déjà entendu ») (1993) : Donegan récite un long monologue de Viva issu du film d'Andy Warhol The Nude Restaurant (en), un « tour-de-force de bavardage » selon Donegan[7]. Elle est assise nue à côté d'un jeune garçon, probablement son fils. Assise face caméra, avec un casque anti-buit, regardant rarement l'objectif, ignorant le garçon, Donegan semble ne pas se préoccuper du public[8]. Dans la scène finale, Donegan réagence les éléments présents dans une cuisine (des bananes, deux enfants) comme si elle composait un tableau[8].
- Vines Project (2015) : ce projet, alors en cours, est une compilation de courtes vidéos issues de sa page sur Vine, qui s'appelle YourPlasticBag[7].

### Autres œuvres
- Gag (1993) : Cheryl Donegan, les mains attachées dans le dos, mange une baguette placée entre ses jambes, évoquant la pornographie. On peut considérer cette vidéo comme une ébauche de Head (1994)[9].
- Kiss My Royal Irish Ass (« Embrasse mon cul royal irlandais », 1993) : Donegan produit en série des peintures de trèfle irlandais en trempant ses fesses dans la peinture et en s'asseyant sur une feuille[6],[14].
- Tent (1995) est un ensemble de trois vidéos et d'autoportraits grand format[15], peints en bleu et évoquant les Anthropométries d'Yves Klein, sauf qu'ici Donegan se réapproprie son corps et son image[16]. Les vidéos montrent Donegan en lingerie en train de peintre les autoportraits sur trois grandes toiles accrochées au mur ou au sol[6]. Elle dirige elle-même la caméra à l'aide d'une ficelle, et se sert d'un écran vidéo pour regarder son image[15]. À certains moments, la vidéo montre des gros plans de son corps presque abstraits, évoquant l'affiche du Lauréat, ou des pots de peinture, évoquant les pots Savarin de Jasper Johns[16]. L'œuvre est un commentaire amusant, ironique et sans doute légèrement anxieux, sur l'auto-référencement en vase clos de l'art contemporain[15].

## Expositions
Cheryl Donegan est représentée par la galerie Levy.Delval à Bruxelles et par la galerie David Shelton à Houston.
Après avoir participé à l'exposition collective « NYC 1993: Experimental Jet Set, Trash and No Star » (2013), le New Museum of Contemporary Art lui consacre une rétrospective, « Scenes and Commercials ».
Elle a également été exposée au White Flag Projects à Saint-Louis, à la Biennale du Whitney, au MoMA, au Tang Teaching Museum of Art, lors du New York Film and Video Festival, à la Biennale de Venise 1993 et à la Biennale d'art contemporain de Lyon.
Parmi ses autres expositions, on peut citer :
- 2013 : « Blood Sugar », Galerie VidalCuglietta, Bruxelles[25]
- 2015 : « Cheryl Donegan: The Softest Punk », HorseAndPony, Berlin
- 2017 : « My Plastic Bag », Kunsthalle Zürich, Zurich[26]
- 2017 : « Cheryl Donegan: GRLZ + VEILS », Aspen Art Museum (en), Aspen[27]

## Récompenses
- 1997 : Grand Prix de la 7e Biennale de l'Image en Mouvement, Centre pour l’image contemporaine, Saint-Gervais[2]
- 1997 : Prix Anonymous Was A Woman[28]